# Зоран Туцић
Зоран Туцић (Шабац, 30. октобар 1961) српски је ликовни уметник и архитекта.

## Биографија
Дипломирао на Архитектонском факултету у Београду пројектом „Нови египатски музеј, Гиза, Каиро“.
Дебитовао у стрипу 1979, а почео професионални рад 1983. године. Са Вујадином Радовановићем, Радетом Товладијцем и Сашом Живковићем оснивач је уметничке групе „Баухаус 7“ која је зачета 1981. у Београду.
Стрипове је објављивао у земљама бивше Југославије, Немачкој, САД, Холандији, Италији и на Кипру.
Један је од оснивача и председник је Удружења стрипских уметника Србије (УСУС) од 2010. године.

## Признања
- Меморијална плакета „Никола Митровић — Кокан“ за допринос српском стрипу, Лесковац, 2013.
- „Стрипски догађај 2010. године“ по избору критичара НИН-а (2011), коауторски са Љуаном Коком и Радетом Товладијцем, за албум „Нити снова о моћи и друге приче“, у оквиру оцене делатности издавачке куће „Комико“
- „“ Салона стрипа у Зајечару, са сценаристима Милорадом Павићем и Зораном Стефановићем (1996), за стрип „Трећи аргумент“
- „Стрипски догађај 1995. године“ по избору критичара НИН-а (1996), коауторски, за стрип „Трећи аргумент“
- „Златни крагуј“ за најбољи ауторски стрип Салона у Крагујевцу (1994), за стрип „Тако је говорио Узет-Маат-Ре“
- Трећа награда часописа Видици — YU стрип магазин на југословенском конкурсу, са сценаристом Радетом Товладијцем (1984), за стрип „Планета безбедних“

## Одабрани стрипови
- „Ворлох“, серијал по сценарију Љуана Коке, Александра Тимотијевића и З. Туцића
  -  стрип магазин, 1984-1985.
  - Сергеј стрип, 2011—
- „Нити снова о моћи“, серијал по сценарију Љуана Коке
  -  стрип магазин, 1986.
  - Интегрално издање у албуму Нити снова о моћи и друге приче, „Комико“. .
- „Трећи аргумент“ / „Third argument“, графички роман настао према прози Милорада Павића, сценариста Зоран Стефановић
  - албум на српском „Бата“ — „Орбис“, Београд, 1995.
  - албум на енглеском „Свети Сава“, Лимасол, Кипар, 1995.
  - серијализован у Heavy Metal Magazine, Њујорк, САД, 1998-2000.
- , серијал по сценарију Ђанфранка Манфредија, Серђо Бонели едиторе, 2015.[5]

## Изложбе
Излагао на бројним заједничким изложбама у земљама бивше Југославије, Грчкој, Мађарској, Уједињеном Краљевству, Холандији, Француској...
Самосталне изложбе:
- Први међубалкански културни фестивал у Солуну (1995)
- Салон стрипа у Зајечару (1996).